# گاسوم
گاسوم (انگلیسی: Gasum) شرکت دولتی نفت و گاز فنلاندی است، که در سال ۱۹۹۴ تأسیس شد.